# سیارک ۸۰۴۷
سیارک ۸۰۴۷ (به انگلیسی: 8047 Akikinoshita، نامگذاری:1995BT3) هشت هزار و چهل و هفتمین سیارک کشف شده‌است که در ۳۱ ژانویه ۱۹۹۵ کشف شد.
قدر مطلق سیارک برابر ۲۰.۴ است.